# Hyrdefugle
Hyrdefugle er en familie af fugle med tre arter.
- Hyrdefugle (Anhimidae)
  - Anhima (Anhima cornuta)
  - Toppet Chaja (Chauna chavaria)
  - Sorthalset Chaja (Chauna torquata)

- Wikimedia Commons har flere filer relateret til Hyrdefugle